# ديفيد مومفورد
ديفيد مومفورد  (بالإنجليزية: David Mumford)‏ هو عالم رياضيات أمريكي ولد في 11 يونيو 1937

 في Worth, West Sussex ، حائز على جائزة وسام فيلدز.

## وصلات خارجية
- ديفيد مومفورد على موقع الموسوعة البريطانية (الإنجليزية)

- الموقع الرسمي لجائزة وسام فيلدز